# Такета
Таке́та (яп. 竹田市 Такэта-си) — город в Японии, находящийся в префектуре Оита. Площадь города составляет 477,59 км², население — 22 842 человека (1 августа 2014), плотность населения — 47,83 чел./км².

## Географическое положение
Город расположен на острове Кюсю в префектуре Оита региона Кюсю. С ним граничат города Оита, Бунгооно, Юфу, Асо, посёлки Коконоэ, Минамиогуни, Такамори, Такатихо, Хинокаге и село Убуяма.

## Население
Население города составляет 22 842 человека (1 августа 2014), а плотность — 47,83 чел./км². Изменение численности населения с 1980 по 2005 годы:
| 1980 | 36 011 чел. |  |
| 1985 | 34 693 чел. |  |
| 1990 | 32 398 чел. |  |
| 1995 | 30 368 чел. |  |
| 2000 | 28 689 чел. |  |
| 2005 | 26 534 чел. |  |

## Символика
Деревом города считается клён, цветком — Rhododendron kiusianum, птицей — Cettia diphone.

## Известные уроженцы
- Такэо Хиросэ, герой русско-японской войны.